# Vozera Bjarozaŭskaje (sjö i Vitryssland, lat 55,21, long 28,98)
Vozera Bjarozaŭskaje (vitryska: Возера Бярозаўскае, ryska: Ozero Berëzovskoye) är en sjö i Belarus.   Den ligger i voblasten Vitsebsks voblast, i den norra delen av landet, 170 km nordost om huvudstaden Minsk. Vozera Bjarozaŭskaje ligger 124 meter över havet. Arean är 5,2 kvadratkilometer. Den sträcker sig 3,9 kilometer i nord-sydlig riktning, och 3,4 kilometer i öst-västlig riktning.
Omgivningarna runt Vozera Bjarozaŭskaje är en mosaik av jordbruksmark och naturlig växtlighet. Runt Vozera Bjarozaŭskaje är det glesbefolkat, med 13 invånare per kvadratkilometer.